# Швирцина, Тино
Ти́но Анто́ни Швирци́на (нем. Tino Antoni Schwierzina; 30 мая 1927, Кёнигсхютте, Верхняя Силезия — 29 декабря 2003, Берлин) — немецкий политик, член СДП в ГДР. Последний обер-бургомистр Восточного Берлина.

## Биография
Сын врача, Тино Швирцина пошёл в школу в 1933 году в Магдебурге, в 1944 году был призван на фронт и в 1945—1948 годах находился в плену у американцев. Окончив школу, Швирцина поступил учиться на юридический факультет Берлинского университета в 1948 году и с 1952 года работал юристом в ГДР. В 1963 году за помощь беглецам из ГДР Швирцина был приговорён к 6 месяцам лишения свободы условно, спустя пять лет завершил профессиональную юридическую деятельность по нетрудоспособности.
В 1989 году Швирцина выступил одним из соучредителей Социал-демократической партии в ГДР и входил в её правление. В мае 1990 года был избран в законодательное собрание Восточного Берлина. С 30 мая 1990 по 11 января 1991 года Тино Швирцина занимал должность обер-бургомистра Восточного Берлина. С января 1991 года по октябрь 1995 года входил в состав Берлинского городского собрания, был избран заместителем председателя и в 1995 году ушёл в отставку. Похоронен на берлинском кладбище Святой Гедвиги в Вайсензе. Со 2 июня 2014 года имя Швирцины носит одна из улиц в берлинском районе Хайнерсдорф.